# 凱亞 (原神)
凱亞是米哈游开发电子游戏《原神》中的虚构角色。凱亞是游戏中虚构国家蒙德「西風騎士團」的骑兵队长。角色最早出現在2018年開始連載的《原神》前傳漫畫中，是2020年遊戲公測後首批可玩角色之一。凱亞的華語配音为孙晔，日語配音为鸟海浩辅，韩語配音为郑周元，英語配音为乔西·蒙塔纳·麦科伊。

## 创作及设计
凱亞在2018年開始連載的《原神》前傳漫畫中已經登場，之后在《原神》1.0版本「歡迎來到提瓦特大陸」作为可玩角色上线。遊戲公測之後，凱亞是玩家最早能免費入手的角色之一，在完成主線任務「騎士的現場教習」（序章·第一幕）後，凱亞就會自動加入玩家隊伍。在《原神》3.8版本「清夏！樂園？大祕境！」中，米哈遊推出了「凱亞」的新衣裝「帆影遊風」及凱亞的邀約事件。凱亞最早在游戏主线剧情的「序章」（蒙德篇）中登场，是该篇章的重要角色。在遊戲設定中，凱亞是蒙德「西風騎士團」的骑兵队长，也是騎士團代理團長琴最信任的副手，是一位可靠的行动派。在角色設計上，凱亞來自被塵世七執政詛咒的國度「坎瑞亞」，這一點從他的眼睛就能看出來，因為只有來自坎瑞亞的人才擁有那獨特的星星状瞳孔。凱亞右眼長期帶着眼罩，這點也與遊戲公測前宣傳的來自坎瑞亞的角色「戴因斯雷布」相同。
凱亞的華語配音為孙晔，他同時爲《原神》中可玩角色「戴因斯雷布」的配音員。凱亞的日語配音爲鸟海浩辅。凱亞的韩語配音为郑周元，英語配音为乔西·蒙塔纳·麦科伊。

## 作品中表现

### 角色故事
在《原神》角色故事中提到，凱亞是酒业大亨「莱艮芬德」家的义子，與迪盧克結爲非血緣關係的兄弟。莱艮芬德家族以財富聞名，並以蒙德城的晨曦酒莊生意而聞名。根據遊戲的故事，凯亚生于坎瑞亚，其生父为了让他成为坎瑞亚安插在蒙德的间谍，有意地將他遺棄在蒙德城邊緣的晨曦酒莊附近，後凱亞被迪盧克的父親克利普斯·莱艮芬德收養。凱亞對养父克利普斯大人的善舉和收養他表示感激。由于养父和蒙德对凯亚的恩情，使他陷入忠于坎瑞亚还是蒙德的困境。在养父死后，凯亚将这一切秘密向其义兄迪卢克全盘托出。迪盧克和凱亞之間的關係並不很好。凱亞與迪盧克兩人信仰不同的哲學：凱亞更傾向於忠於西風騎士團，以正式方式處理事務，而迪盧克則更傾向於獨自應對威脅，不遵守規則和命令。
在《原神》主線劇情序章·第一幕「捕風的異鄉人」中，凱亞因觀察到旅行者（主角）在蒙德城上空擊敗來襲的「風魔龍」特瓦林，在廣場迎接旅行者，並帶領旅行者一行人前往西風騎士團總部會見代理團長琴。隨後凱亞協助旅行者清理了「四風守護」的廟宇之一。之後·第二幕與第三幕旅行者在溫迪的帶領下組成小隊，討伐風魔龍，凱亞並未參與。直到序章·第三幕「巨龍與自由之歌」中，凱亞向凱旋歸來的旅行者透露其一直在幕後行動，保衛蒙德城免受「深淵教團」等反派勢力的侵擾。在傳說任務「孔雀羽之章·第一幕『海盗秘宝』」中，凱亞借旅行者和派蒙對寶藏的喜愛，杜撰了其爺爺擁有「海盜祕寶」，在旅行者調查此寶藏過程中引導盜寶團上鉤，最後在「失落的阿卡狄亚遗迹」中將盜寶團竊賊抓獲。在《原神》主線劇情第三章·第六幕「卡利貝爾」中，凱亞和戴因斯雷布的對話中揭示了凱亞爲坎瑞亞遺民，凱亞姓氏「亞爾伯里奇」背後的家族爲純正的坎瑞亞貴族，且其祖先克洛達爾·亞爾伯里奇爲遊戲內主要反派陣營勢力「深淵教團」的創始人。

### 角色玩法
凱亞是一個使用單手劍的冰元素四星角色。凱亞的普通攻擊「仪典剑术」进行五段连续连续剑术攻击；点按重击消耗体力向前挥出两剑。凱亞的元素戰技「霜袭」可以向前方路径的敌人造成冰元素伤害。凱亞的元素爆發「凛冽轮舞」召唤三枚寒冰之棱围绕在自身周围旋转，并对周围敌人造成冰元素伤害。寒冰之棱不会随角色退场而消失。凯亚在队伍中时，角色闪避冲刺消耗的体力减少20%。

## 反响及评价
凱亞作爲《原神》遊戲早期角色，也是遊戲免費贈送角色之一，在主線任務序章·第一幕中就可以獲得，受到許多玩家的喜愛，與安柏、麗莎共同被稱爲「御三家」。凱亞也因爲通過不斷釋放元素戰技「霜袭」可以在水面上製造「冰橋」以前往難以通過游泳等方式到達的區域，被玩家稱呼爲「凝冰渡海真君」。
在角色玩法方面，評論員普遍認為凱亞作爲遊戲初期可免費獲得的可玩角色是不錯的選擇。The Gamer評論員Sanyam Jain認爲，凱亞的「命之座」使得其具有一定的強度，他的元素戰技可以讓水面凍結以行走，有利於探索新的世界區域，而且元素戰技的冷卻時間較短，爲探索時必備選擇。Inverse評論員Jess Reyes認爲凱亞在許多需要冰元素反應如融化反應的隊伍當中具有用處，雖然其因爲技能範圍並沒有其他角色那麼大而並未受到更多關注。The Nerd Stash評論員Giovanna De Ita認爲凱亞非常有用、擁有不錯的數值屬性，可以靈活擔任主輸出或副輸出；此外，凱亞可以穩定在場下觸發多種元素反應。Giovanna De Ita也稱讚凱亞搭建「冰橋」的能力。Screen Rant評論員Lina Hassen認爲儘管凱亞是遊戲初期即可獲得的四星角色，但隨著玩家開始逐漸體會到他作爲支援或輸出角色的巨大潛力時，凱亞越來越受到玩家的歡迎。Sportskeeda評論員Tariq Hassan認爲凱亞可以提供驚人的持續冰元素傷害，對於各種隊伍都非常適配，既可以作爲主輸出、也可以輔助。
凱亞是《原神》中最早發佈的深膚色角色；在《原神》3.1版本上線之前，凱亞是遊戲中唯二擁有較深膚色的可玩角色。最初凱亞的角色描述中使用了「異國情調的外表」的字眼，引起了批評和爭議，米哈遊後來移除了相關字眼。凱亞的深膚色也爲對凱亞形象的二次創作帶來了風險。2022年5月日本畫家「@dir___4」繪製了一幅凱亞雙手叉腰的半身像，成爲了網民控訴膚色歧視的對象，一些網民指責此作品把角色「洗白」了，要求畫家修正畫作中的不當膚色；更多網民則爭論什麼程度的膚色變淺算作「洗白」。最終畫家關閉了Twitter，並發表道歉信，表示自己無意把凱亞膚色畫淺；「在調整插畫顏色的時候，無意間就變成了這個顏色。很抱歉讓大家感到不舒服。」

## 外部連結
- YouTube上的《原神》角色演示- 「凯亚：骑兵队长」